# Libauer See
Der Libauer See oder Liepāja-See (lettisch: Liepājas ezers) ist ein See bei der Stadt Liepāja im Westen Lettlands. Er gehört zu den größten Seen Lettlands.

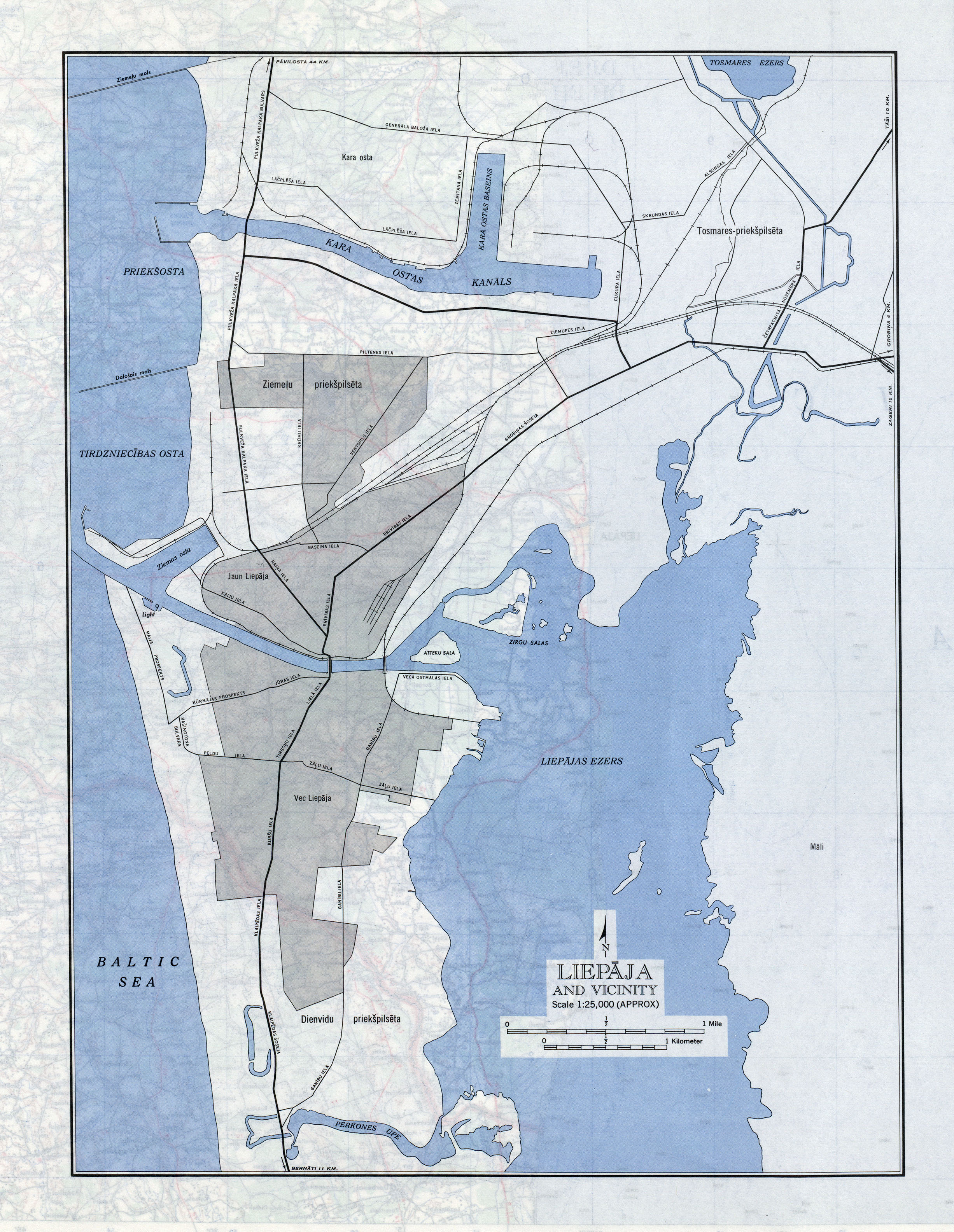
Lage des Sees bei Liepāja

Der Lagunensee ist durch eine mehrere Kilometer breite Düne vom Meer getrennt. Infolge von Eutrophierung sind flachere Teile des Sees mit ausgedehnten Schilfbeständen bewachsen. 15 Inseln belegen eine Gesamtfläche von 35 Hektar. Der Seegrund unter einer Schicht Sapropel ist sandig. Größte Zuflüsse sind Bārta, Ālande und Otaņķe. Ausfluss in die Ostsee ist der 1703 fertiggestellte Handelskanal (lett. Tirdzniecības kanāls), der der Stadt Libau als Hafen dient. An der östlichen, vom Meer abgewandten Seite des Sees befinden sich Entnahmepunkte für den Trinkwasserbedarf der Stadt.
Im See sind mindestens 24 verschiedene Fischarten bestätigt. Der See ist ein wichtiges Brutgebiet für Vögel und zugleich Naherholungsgebiet der Stadt Liepāja.